# Лемари, Кунио
Кунио Давид Лемари (англ. Kunio David Lemari, 29 ноября 1942 года — 28 марта 2008 года) — государственный деятель Маршалловых Островов. 20 декабря 1996 года стал временно исполняющим обязанности президента Маршалловых Островов в связи со смертью действующего президента Аматы Кабуа. Исполнял обязанности президента до 14 января 1997 года, когда вступил в должность вновь избранный президент Имата Кабуа. До исполнения обязанностей президента был министром транспорта и коммуникаций в правительстве страны.